# 殿賀站
殿賀站（日语：／ Tonoga eki */?）是位於廣島縣山縣郡加計町（現時：安藝太田町）下殿河內，西日本旅客鐵道（JR西日本）可部線的鐵路車站（廢站）。

## 歷史
- 1969年（昭和44年）7月27日：國鐵可部線 加計站至三段峽站之間開通，此站啟用，當時為客運車站和無人車站[1][2]。
- 1987年（昭和62年）4月1日：伴隨國鐵分割民營化，車站由西日本旅客鐵道（JR西日本）營運[1]。
- 1988年（昭和63年）7月21日：在梅雨末期的黎明時份發生暴雨，使殿賀站北邊江河内谷川上流發生泥石流。在該處造成10人死亡。另一方面，JR可部線的路堤造成一個節制壩（日语：砂防堰堤）的效果，因此殿賀站較低場所的加計町立醫院和居民沒有受太大影響。
- 2003年（平成15年）12月1日：車站廢除。

### 站名的由來
在1954年（昭和29年）8月1日，當時的加計町（現時：安藝太田町）與殿賀村合併。而站名是取自殿賀村。而殿賀村在1889年（明治22年）從下殿河內村和下筒賀村合併時，各取一文字而命名。

## 車站構造

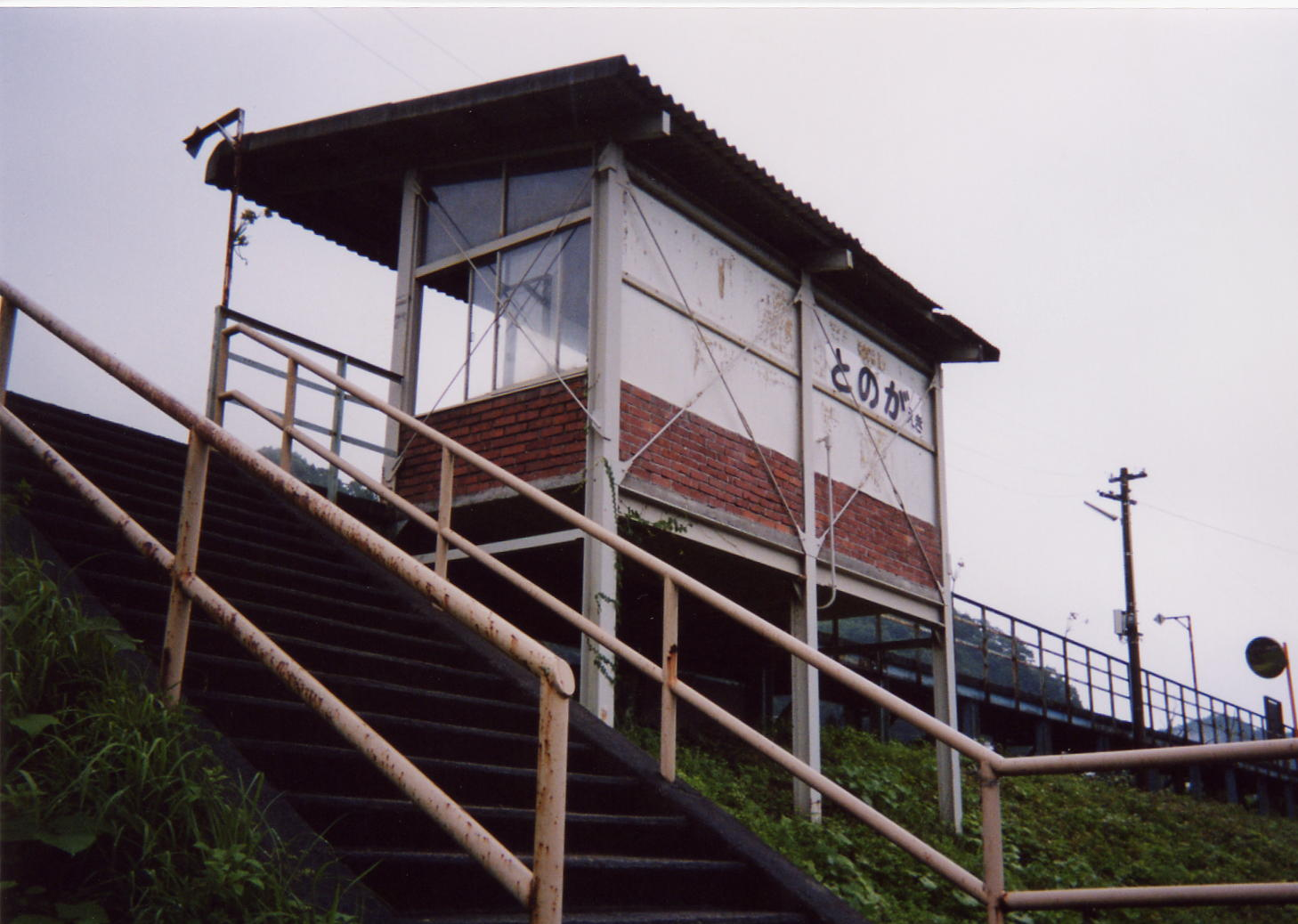
在月台上的候車室

此站是地面車站，設有1面1線的單式月台。此站為一座無人車站，沒有站舍。車站建設路堤之上。路軌南邊為月台，月台上設有候車室。在候車室的後方牆外上寫了（殿賀站的平假名）。

## 車站周邊
車站南邊設有國道186號（國道191號、國道434號重疊區間），在國道186號南邊設有太田川。
在國道186號和太田川之間設有加計町立醫院（現時：安藝太田町加計醫院）和加計町立（現：安藝太田町立）殿賀小學。在國道186號上設有巴士路線通過，而有部分乘客會使用JR可部線前往加計町立醫院。
- 廣電巴士（日语：広電バス）、加計交通（日语：加計交通）、三段峽交通（日语：三段峡交通）、綜合企劃公司（日语：総合企画コーポレーション）「上堀（舊·殿賀站口）」巴士站

## 現狀
月台和候車室還存在。路分路軌已撤走。

## 相鄰車站
西日本旅客鐵道（JR西日本）
可部線
木坂－殿賀－上殿

## 相關項目
- 日本鐵路車站列表 To